# Deopalpus pruinosus
Deopalpus pruinosus är en tvåvingeart som först beskrevs av Camillo Rondani 1863.  Deopalpus pruinosus ingår i släktet Deopalpus och familjen parasitflugor. Inga underarter finns listade i Catalogue of Life.